# Sarcophaga phoenicurus
Sarcophaga phoenicurus är en tvåvingeart som först beskrevs av Christian Rudolph Wilhelm Wiedemann 1830.  Sarcophaga phoenicurus ingår i släktet Sarcophaga och familjen köttflugor. Inga underarter finns listade i Catalogue of Life.